# سهير صالحاني
سهير صالحاني ممثلة ومدبلجة ومنتجة لبنانية.

## عن حياتها
لها العديد من المشاركات في مجال التمثيل والسينما والإنتاج وكذلك الدوبلاج.

## أعمالها

### في المسلسلات
- يوسف الصديق
- أوراق الزمن المر
- عز الدين القسام

### في السينما
- الجبهة الخامسة
- عروسة البحر

### الإنتاج
- فيلم غزل البنات

### في الدوبلاج
- إسألوا لبيبة
- ميمونة ومسعود
- فلمور
- لؤي في الفضاء

## روابط خارجية
- سهير صالحاني على موقع قاعدة بيانات الأفلام العربية